# Dyna
Dyna (skr. dyn od gr. δύναμις 'siła') – jednostka siły, jednostka pochodna w układzie miar CGS.
Jest to siła nadająca ciału o masie 1 grama przyspieszenie równe 1 cm/s².
1 dyna = 10−5 N ≈ 1,019716·10−6 kgf (kilogram siły)